# Hokej na lodzie na siedząco na Zimowych Igrzyskach Paraolimpijskich 2018
Hokej na lodzie na siedząco na Zimowych Igrzyskach Paraolimpijskich 2018 – jedna z dyscyplin rozgrywanych podczas igrzysk w dniach 10–18 marca 2018 w Gangneung, w Korei Południowej. Podczas zawodów odbędzie się konkurs drużyn mieszanych.

## Terminarz
Oficjalny terminarz igrzysk.
| Data     | Godzina                        | Konkurencja               | Mistrz IP 2014    |
| -------- | ------------------------------ | ------------------------- | ----------------- |
| 18 marca | 12:00 (UTC+09:00) / 4:00 (CET) | Turniej drużyn mieszanych | Stany Zjednoczone |

## Medaliści
| Konkurencja               | Złoto             | Srebro | Brąz             |
| Turniej drużyn mieszanych | Stany Zjednoczone | Kanada | Korea Południowa |